# Marta Sales-Pardo
Marta Sales-Pardo (Barcelona, 1976) és una física estadística catalana, científica de sistemes complexos i científica de xarxes. És professora associada de la Universitat Rovira i Virgili, al Departament d'Enginyeria Química. Destaca per les seves contribucions a xarxes complexes, on ha estudiat tant sistemes socials com bioquímics, especialment la contribució de cada node o individu a la xarxa global. La seva recerca ha merescut diverses mencions al Programa Fulbright  i al Programa ICREA, entre d'altres.

## Trajectòria
Sales-Pardo es va llicenciar en Física per la Universitat de Barcelona l'any 1998. Després es va doctorar en física per la Universitat de Barcelona l'any 2002, assessorada per Felix Ritort. El 2003, fou becària postdoctoral al Departament d'Enginyeria Química i Biològica de la Northwestern University. Va obtenir la beca Fulbright el 2004 durant dos anys, i el 2008 es va convertir en professora ajudant d'investigació a la Northwestern University. Des del 2010 és professora associada de la Universitat Rovira i Virgili. 
Sales-Pardo és coneguda pels seus estudis sobre xarxes complexes, inclòs un article que estudia la importància estadística de la modularitat en xarxes complexes generades aleatòriament.  Els seus treballs més citats discuteixen com extreure dades de grans xarxes complexes amb precisió, capturant amb èxit les propietats de la distribució minada. 
El 2021, Sales-Pardo va ser nomenada Membre de la Network Science Society, "per les seves contribucions a la comprensió de l'organització de xarxes a gran escala i el desenvolupament de models generatius i metodologies d'inferència per a xarxes complexes". Va ser la primera dona espanyola a guanyar aquest reconeixement.